# Benjamin Gonson
Benjamin Gonson (* um 1525; † 1577) war von 1549 bis 1577 Schatzmeister der englischen Marine. Nach seinem Tod übernahm sein Schwiegersohn John Hawkins das Amt.